# Elvaston (Derbyshire)
Pour les articles homonymes, voir Elvaston.
Elvaston est une paroisse civile et un village du Derbyshire, en Angleterre.